# Horex S 5-serie
De Horex S 5-serie is een serie motorfietsen die het Duitse merk Horex produceerde van 1928 tot 1940. 

## Voorgeschiedenis
Het merk "Horex" was ontstaan toen Fritz Kleemann in 1924 het Gnom-63cc-hulpmotortje ging inbouwen in bestaande fietsframes. Hij gebruikte daarvoor startkapitaal én een productiehal van zijn vader Friedrich, die directeur/eigenaar van de Konservenglasfabrik REX in Bad Homburg was. In 1925 kocht de familie Kleemann de producent van het motortje, Columbus in Oberursel, op. Dat had inmiddels een 246cc-zijklepmotor ontwikkeld en kreeg meteen de opdracht om ook een aantal zwaardere zijkleppers te ontwikkelen. Zo ontstonden twee zware toermotoren, de 500cc-Horex T 5 en de 600cc-Horex T 6. 
Fritz Kleemann wilde motorfietsen maken in het duurdere segment, met kenmerken van Britse modellen. Dat is misschien de reden dat hij de oorspronkelijke ontwerper van de Columbus motoren, Eduard Freise, meteen na de overname ontsloeg en verving door Britse constructeurs: Gregory en Robertson. Die werden na een mislukt project met een triporteur met Villiers-tweetaktmotor ook ontslagen en op hun beurt vervangen door Hermann Reeb, die opdracht kreeg de 500- en 500cc-zijkleppers te verbeteren maar ook nieuwe, sportieve modellen moest ontwikkelen. 

## Horex S 5 en SS 5 (1928-1933)
Het lukte Reeb op korte termijn niet om veel extra vermogen uit de zijkleppers te halen. De oplossing werd gevonden bij Sturmey-Archer, dat alle 350- en 500cc-kopklepmotoren voor Raleigh bouwde. Sturmey-Archer leverde al motorblokken in Duitsland via de Norddeutsche Stahl- und Eisengesellschaft (Nordesta) G.m.b.H. in Berlijn aan merken als Alge, Nestoria, SMW, RMW, Göricke, Mars en Hercules en transmissieonderdelen via Sturmey Archer Gears Limited G.m.b.H. in Neurenberg aan Abako, Diag en NSU. Reeb deed een eerste proef met een Sturmey-Archer 250cc-zijklepmotor die ook inderdaad op de markt kwam, maar hij schakelde al snel over naar de zwaardere kopkleppers. De Sturmey-Archer blokken arriveerden per trein in Bad Homburg, waar de eerder geproduceerde triporteur toch nog nuttig werd, want daarmee haalden de werknemers van Horex ze aan het station af. De motoren waren echter niet schoon en moesten helemaal gedemonteerd en gereinigd worden. Zo kon men vanaf 1928 echter wel twee 500cc-kopkleppers, de S 5 en de SS 5, op de markt brengen. De S 5 leverde 20 pk. Door het weglaten van een plaat onder de cilindervoet had de SS 5 een hogere compressie en daardoor leverde die machine 22 pk. 
De Sturmey-Archer-motoren hadden een dry-sump-smeersysteem, terwijl Horex-Columbus nog het ouderwetse total-loss-systeem met een handpompje gebruikte. Na de komst van de Sturmey-Archer motoren bouwde Hermann Reeb de zijkleppers T 5 en T 6 ook om naar een dry-sumpsysteem. 
Begin jaren dertig voerde de Nationaalsocialistische Duitse Arbeiderspartij importbeperkingen in om de eigen industrie te beschermen. Voor Horex was dat enerzijds een probleem, want het kon de Sturmey-Archer-motoren niet meer inkopen, maar het leverde ook kansen: Andere Duitse merken die Britse inbouwmotoren gebruikten moesten overstappen op Duitse producten. Horex-Columbus kon op die manier motoren leveren aan Tornax in Wuppertal, Franz Bücker in Oberursel, Phönix in Neheim-Hüsten, August Würring in Breitscheid en Hercules in Neurenberg.

## Horex S 5 (1935-1940)
In 1935 werden de Horex S 5 en S 6 vernieuwd door de Sturmey-Archer-kopklepmotoren van de S 5 en de tweecilinder van de S 6 te vervangen door nieuwe Columbus-eencilindermotoren met ingesloten kleppen en een oliepomp die was geïntegreerd in het rechter zijdeksel van de motor. De Columbus-langeslagmotoren hadden problemen met de smering en daarom werden deze machines met een total loss smering met een handpomp uitgerust. Horex noemde dit "Frischölschmierung", maar dat kon niet verbloemen dat het een hopeloos ouderwets systeem was en beide modellen werden dan ook nauwelijks verkocht.

## Technische gegevens
| Horex                  | S 5                          | SS 5                         | S 5                          |   |
| ---------------------- | ---------------------------- | ---------------------------- | ---------------------------- | - |
| Periode                | 1928-1933                    | 1928-1933                    | 1935-1949                    |   |
| Categorie              | Sportmotor                   | Sportmotor                   | Sportmotor                   |   |
| Motortype              | OHV                          | OHV                          | OHV                          |   |
| Bouwwijze              | Staande eencilinder          | Staande eencilinder          | Staande eencilinder          |   |
| Boring                 | 79 mm                        | 79 mm                        | Onbekend                     |   |
| Slag                   | 101 mm                       | 101 mm                       | Onbekend                     |   |
| Cilinderinhoud         | 495,1 cc                     | 495,1 cc                     | Onbekend                     |   |
| Smeersysteem           | Dry-sump                     | Dry-sump                     | Total loss                   |   |
| Max. Vermogen          | 20 pk                        | 22 pk                        | Onbekend                     |   |
| Primaire aandrijving   | Ketting                      | Ketting                      | Ketting                      |   |
| Koppeling              | Meervoudige natte plaat      | Meervoudige natte plaat      | Meervoudige natte plaat      |   |
| Versnellingen          | 4                            | 4                            | 4                            | 4 |
| Secundaire aandrijving | Ketting                      | Ketting                      | Ketting                      |   |
| Rijwielgedeelte        | Brugframe met dragende motor | Brugframe met dragende motor | Brugframe met dragende motor |   |
| Voorvork               | Tiger                        | Tiger                        | Tiger                        |   |
| Achtervork             | Star frame                   | Star frame                   | Star frame                   |   |
| Remmen                 | Trommelremmen                | Trommelremmen                | Trommelremmen                |   |